# Санта-Кристіна-е-Біссоне
Санта-Кристіна-е-Біссоне (італ. Santa Cristina e Bissone) — муніципалітет в Італії, у регіоні Ломбардія, провінція Павія.
Санта-Кристіна-е-Біссоне розташована на відстані близько 440 км на північний захід від Рима, 45 км на південний схід від Мілана, 26 км на схід від Павії.
Населення — 2010 осіб (2014).
Щорічний фестиваль відбувається 24 липня. Покровитель — Santa Cristina.

## Демографія
Населення за роками:

Станом на 1 січня 2023 року в муніципалітеті офіційно проживало 245 іноземців з 19 країн, серед них 109 громадян країн Євросоюзу та 10 громадян України.

## Сусідні муніципалітети
- Бадія-Павезе
- Кіньоло-По
- Кортеолона-е-Дженцоне
- Коста-де'-Нобілі
- Інверно-е-Монтелеоне
- Мірадоло-Терме
- П'єве-Порто-Мороне